# Musculus levator ani
Der Musculus levator ani (Heber des Afters) bildet zusammen mit seinen Faszien das Diaphragma pelvis (Beckenboden). Vergleichend-anatomisch gehört er zur Schwanzmuskulatur.

## Anteile
An seinem Ursprung ist die Fascia obturatria zu einem Sehnenbogen, dem Arcus tendineus musculi levatoris ani, verstärkt. Der Musculus levator ani kann beim Menschen in verschiedene Anteile untergliedert werden:
- Musculus pubococcygeus
- Musculus puborectalis
- Musculus iliococcygeus
- Musculus pubovaginalis (bei der Frau)
 Musculus levator prostatae (beim Mann)

Bei Raubtieren wird der Muskel nach dem Ursprung in zwei Anteile untergliedert:
- Musculus pubocaudalis: entspringt am Schambein
- Musculus iliocaudalis: entspringt am Darmbein

Beide Anteile setzen gemeinsam an den ersten Schwanzwirbeln an.

## Funktion

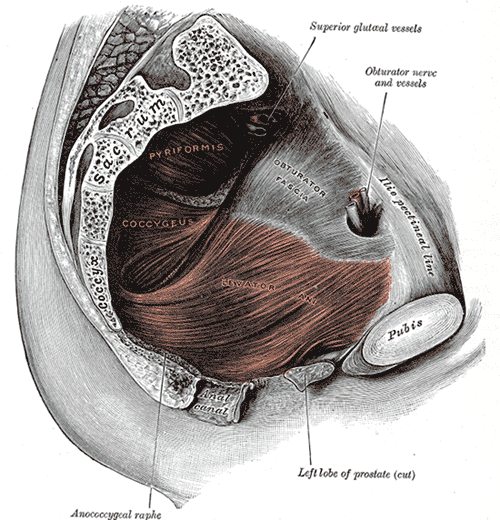
Muskulatur des Beckenbodens

Der M. levator ani dient dem Anheben des Afters bei Defäkation. Durch seinen Tonus stabilisiert er die Flexura perinealis des Rektums und ist damit wichtig für die Stuhlkontinenz. Bei weiblichen Individuen flankieren die Mm. levatores ani beider Seiten auch die Vagina und ermöglichen eine willkürliche Verengung dieses Hohlorgans. Der M. levator ani ist zudem wichtig für die Stabilisierung der Beckenorgane. Bei einer Erschlaffung (z. B. infolge von Geburten) kann es zu einem Absinken (Descensus) oder sogar einem Vorfall (Prolaps) von Vagina (siehe Scheidenvorfall) und Gebärmutter (siehe Uterusprolaps) kommen. Die Wahrscheinlichkeit für Descensus und Prolaps erhöht sich stark durch einen Abriss des puborectalis vorne am Schambein, was ausschließlich bei vaginalen Geburten, meist bei der ersten, passiert. Durch gezieltes Beckenbodentraining kann dem Dezensus manchmal entgegengewirkt werden. Bei einem Muskelabriss ist der M. levator ani jedoch dauerhaft geschwächt und bis heute gibt es trotz der Häufigkeit eines Levatorabrisses (je nach Studie bis zu 30 % der Erstgebärenden) keine wissenschaftlich anerkannte Operation, um die Funktion wiederherzustellen.